# Teodorik II.
Teodorik II. je bio vizigotski kralj u razdoblju od 453. do 466. godine. Na vlast je došao nakon ubojstva svog brata Turismunda, a uz pomoć brata Frederika i Aecija, vrhovnog rimskog vojskovođe. U njegovo doba, Vizigotsko kraljevstvo je imalo sjedište u Toulousu i bilo je u vazalskom odnosu s Rimskim carstvom. Između 453. i 454. godine car Valentinijan III. je poslao vojsku koja se stavila pod vrhovno zapovjedništvo Teodorika II. da bi se borila protiv seljaka koji su digli ustanak. Ustanak je vrlo brzo ugušen.
Nakon što je Valentinijan III. ubijen 454. godine, a potom i njegov nasljednik Petronije Maksim (455.), Teodorik je postavio vlastitog cara: Marka Mecilija Flavija Eparhija Avita.
Iste te godine, Suebi su počeli napadati rimske provincije Betiku, Kartaginienis i Tarakonensis, tako da je Teodorik 456. godine okupio veliku vojsku s burgundskim vojnicima pod zapovjedništvom burgundskog kralja Gundika, koji je bio Teodorikov saveznik. Zajedničkim snagama nanijeli su težak poraz Suebima, a suebskog kralja, Rekarija, uhvatili su i pogubili u prosincu 456. godine.
Na suebsko prijestolje Teodorik II. je postavio Agiulfa s vojskom koja je bila zadužena čuvati granice od napada Kantabra i Baskona. Također je ograničio teritorij suebske države na mali dio područja provincije Galicije.
Godine 457. Avita je ubio Ricimer, a potom je postavio Julija Majorijana za cara. Teodorik ga nije htio priznati, pa je pokušao proširiti Vizigotsko kraljevstvo na sjever. Međutim, Majorijan je potukao Vizigote, a zatim s njima potpisao mir koji je trajao tri godine.
Teodorik je također napravio kodeks zakona.
Svoj život i vladavinu završio je tako što ga je ubio njegov brat i nasljednik Eurik, 466. godine.

## Vanjske poveznice
- Edward Gibbon, History of the Decline and Fall of the Roman Empire, poglavlje 36  Arhivirana inačica izvorne stranice od 14. rujna 2004. (Wayback Machine)